# آن هوبكينز
آن هوبكينز (بالإنجليزية: Ann Hopkins)‏ هي سيدة أعمال أمريكية، ولدت في 18 ديسمبر 1943 في غالفستون في الولايات المتحدة، وتوفيت في 23 يونيو 2018.